# Franciszków (powiat krasnostawski)
Franciszków – wieś w Polsce położona w województwie lubelskim, w powiecie krasnostawskim, w gminie Kraśniczyn.
W latach 1975–1998 miejscowość należała administracyjnie do województwa chełmskiego.
Wieś stanowi sołectwo gminy Kraśniczyn. Według Narodowego Spisu Powszechnego (III 2011 r.) wieś liczyła 95 mieszkańców.
Wierni Kościoła rzymskokatolickiego należą do parafii Nawiedzenia Najświętszej Maryi Panny i św. Łukasza w Surhowie.

## Urodzeni we Franciszkowie
- Jan Domański – działacz ruchu ludowego, poseł na Sejm (na Sejm Ustawodawczy oraz na Sejm PRL I kadencji), ekonomista.